# Річки Харківської області
Річки Харківської області належать до двох басейнів: Сіверського Дінця та Дніпра. Басейн Сіверського Дінця охоплює 75 % території області (центральну та східну частини). До басейну Дніпра відноситься західна частина регіону (приблизно 25 % території області). Головний вододіл між басейнами пролягає з півночі на південний схід через Золочівський, Богодухівський, Валківський, Нововодолазький, Зміївський, Первомайський, Лозівський і Близнюківський райони.
У Харківській області налічується 867 великих, середніх та малих річок і тимчасових водотоків, загальна довжина яких складає 6405 км. 156 річок мають довжину понад 10 км, їх загальна протяжність — 4651 км. Густота річкової мережі коливається від 0,15 до 0,39 км/км². Найбільша густота (0,38-0,39 км/км²) у Зачепилівському і Сахновщинському районах (басейн річки Орелі). Друга за відносним максимумом густоти (0,25 км/км²) річкова мережа розташована на півночі області у Вовчанському районі (верхня течія Сіверського Дінця з притоками).
Долини багатьох річок мають значну ширину й глибину. Живлення річок переважно снігове, частково підземне, з невеликою часткою дощового.

## Річки басейнів Сіверського Дінця та Дніпра
|      | Назва річки             | Куди впадає                                           | Притока | Довжина в області, км | Довжина загальна, км | Площа басейну, км² | Населені пункти області вздовж берегової смуги                                                                                                |
| ---- | ----------------------- | ----------------------------------------------------- | ------- | --------------------- | -------------------- | ------------------ | --- |
| 1    | Сіверський Донець       | Дон                                                   | права   | 375                   | 1053                 | 98900,0            | 102: Гатище, Старий Салтів, Печеніги, Кочеток, м. Чугуїв, м. Зміїв, м. Ізюм                                                                   |
| 2    | Вовча                   | Сів. Донець                                           | ліва    | 62                    | 90                   | 1340,0             | 11: Землянки, Миколаївка, Варварівка, Мала Вовча, Охрімівка, Чайківка, Бочкове, Волохівка, Вовчанські Хутори, м. Вовчанськ, Гатище            |
| 3    | Плотв'янка              | Плотва I → Вовча → Сів. Донець                        | ліва    | 6                     | 13                   | 56,0               | Крейдянка |
| 4    | Бударівський Яр         | Вовча → Сів. Донець                                   | ліва    | 12                    | 12                   | 35,0               | 2: Хижнякове, Бударки |
| 5    | Резніківський Яр        | Вовча → Сів. Донець                                   | ліва    | 14                    | 14                   | 33,0               | 2: Різникове, Хрипуни |
| 6    | Бузова                  | Вовча → Сів. Донець                                   | ліва    | 15                    | 15                   | 49,0               | Мала Вовча |
| 7    | Плотва II               | Вовча → Сів. Донець                                   | ліва    | 32                    | 32                   | 270,0              | Грачівка, Купине, Чорне, Нефедівка, Благодатне, Василівка, Іванівка, Захарівка, Охрімівка                                                     |
| 8    | Яр Караїчний            | Вовча → Сів. Донець                                   | ліва    | 18                    | 18                   | 70,8               | 4: Вірівка, Бакшеївка, Волохівське, Караїчне                                                                                                  |
| 9    | Яр Білий                | Вовча → Сів. Донець                                   | ліва    | 14                    | 14                   | 41,9               | Білий Колодязь, Покаляне |
| 10   | Стариця                 | Сів. Донець                                           | права   | 14                    | 14                   | 96,0               | Ізбицьке, Стариця, Бугруватка |
| 11   | Пільна                  | Сів. Донець                                           | ліва    | 25                    | 25                   | 186,0              | Петропавлівка, Шевченкове, Пільна, Українське (Вовчанський район), Лосівка, Сосновий Бір, Верхня Писарівка                                    |
| 12   | Яр Гривків              | Пільна → Сів. Донець                                  | ліва    | 13                    | 13                   | 32,6               | 2: |
| 13   | Земляний Яр             | Пільна → Сів. Донець                                  | права   |                       |                      |                    | Шестерівка, Лосівка |
| 14   | Розрита                 | Сів. Донець                                           | ліва    | 19                    | 19                   | 97,7               | Широке, Петрівське |
| 15   | Хотімля                 | Сів. Донець                                           | ліва    | 38                    | 38                   | 246,5              | 12: смт Приколотне, Новоолександрівка, Дорошенкове, Кирилівка, Москалівка, Ганнівка, Гуслівка, Гарашківка, Паськівка, Перківка, Першотравневе |
| 16   | Хотомелька              | Хотімля → Сів. Донець                                 | права   | 12                    | 12                   | 77,3               | Гонтарівка |
| 17   | Гнилиця I               | Сів. Донець                                           | ліва    | 31,6                  | 31,6                 | 200,3              | 4: Гнилиця, Зелений Гай, Аркушине, Артемівка                                                                                                  |
| 18   | Гнилушка                | Сів. Донець                                           | ліва    | 12                    | 12                   | 39,8               | 2: |
| 19   | Великий Бурлук          | Сів. Донець                                           | ліва    | 93                    | 93                   | 1130,0             | 38: Малий Бурлук, Великий Бурлук, Червона Хвиля, Аркадівка, Гетьманівка, Василенкове, Базаліївка                                              |
| 20   | Гусинка                 | Вел. Бурлук → Сів. Донець                             | ліва    | 22                    | 22                   | 151,0              | 6: Гусинка, Єгорівка, Новомиколаївка, Іванівка, Аркадівка                                                                                     |
| 21   | Русочка                 | Гусинка → Вел. Бурлук → Сів. Донець                   | ліва    |                       |                      |                    | 1: Новомиколаївка (Шевченківський район) |
| 22   | Баба                    | Вел. Бурлук → Сів. Донець                             | ліва    | 13                    | 13                   | 50,4               | 2: Верхньозорянське, Зорянське |
| 23   | Середній Бурлук         | Вел. Бурлук → Сів. Донець                             | права   | 18                    | 18                   | 93,0               | Великі Хутори, Юрченкове, Приморське |
| 24   | Сухий Бурлук            | Сер. Бурлук → Вел. Бурлук → Сів. Донець               | права   | 18                    | 18                   | 91,3               | Полковниче, Лозове, Новий Бурлук, Приморське                                                                                                  |
| 25   | Величків Яр             | Сух. Бурлук → Сер. Бурлук → Вел. Бурлук → Сів. Донець | права   | 12                    | 12                   | 39,6               | Новий Бурлук |
| 26   | Леб'яжа                 | Сів. Донець                                           | ліва    | 11                    | 11                   | 38,4               | 2: Миколаївка, Леб'яже |
| 27   | Таганка                 | Сів. Донець                                           | ліва    | 13                    | 13                   | 53,4               | 2: Коробочкине, Таганка |
| 28   | Велика Бабка            | Сів. Донець                                           | права   | 42                    | 42                   | 376,0              | 7: Перемога, Федорівка, Піщане, Велика Бабка, П'ятницьке, Кицівка                                                                             |
| 29   | Олего                   | Вел. Бабка → Сів. Донець                              | права   | 12                    | 12                   | 70,7               | Шестакове, Піщане |
| 30   | Тетлега                 | Сів. Донець                                           | права   | 17                    | 17                   | 77,8               | 3: Тетлега, Зарожне, Кочеток |
| 31   | Уда                     | Сів. Донець                                           | права   | 136                   | 164                  | 3894,0             | 41: Окіп, Уди, Золочів, Пересічне, Солоницівка, Харків, Васищеве, Есхар                                                                       |
| 32   | Рогозянка               | Уда → Сів. Донець                                     | права   | 25                    | 25                   | 164,0              | Цапівка, Велика Рогозянка, Гуринівка, Перемога, Мала Рогозянка, Вільшанське                                                                   |
| 33   | Кадниця                 | Рогозянка → Уда → Сів. Донець                         | права   |                       |                      |                    | Кадниця, Гуринівка |
| 34   | Криворотівка            | Уда → Сів. Донець                                     | права   | 16                    | 16                   | 109,0              | Вертіївка, Тернова, Гуківка, Протопопівка, Ярошівка, Вільшани, Дворічний Кут                                                                  |
| 35   | Яр Сизонів              | Криворотівка → Уда → Сів. Донець                      | ліва    |                       |                      |                    | Крупчине, Вільшани |
| 36   | Люботинка (балка Уда)   | Уда → Сів. Донець                                     | права   | 12                    | 12                   | 38,6               | Нестеренки, Люботин |
| 37   | Куряж                   | Уда → Сів. Донець                                     | ліва    |                       |                      |                    | Куряжанка, Подвірки |
| 38   | Лопань                  | Уда → Сів. Донець                                     | ліва    | 71                    | 96                   | 2000,0             | 18: Гранів, Козача Лопань, Прудянка, Слатине, Дергачі, Мала Данилівка, Харків                                                                 |
| 39   | Татарка                 | Лопань → Уда → Сів. Донець                            | ліва    |                       |                      |                    | Токарівка, Цупівка |
| 40   | Спорельтівка            | Лопань → Уда → Сів. Донець                            | права   |                       |                      |                    | Чорноглазівка, Солоний Яр |
| 41   | Лозовенька              | Лопань → Уда → Сів. Донець                            | ліва    | 16                    | 16                   | 77,2               | Руська Лозова, Черкаська Лозова, Чайківка, Мала Данилівка                                                                                     |
| 42   | Олексіївка              | Лопань → Уда → Сів. Донець                            | ліва    |                       |                      |                    | Олексіївка (Харків) |
| 43   | Саржинка                | Лопань → Уда → Сів. Донець                            | ліва    |                       |                      |                    | селище Жуковського (Харків) |
| 44   | Харків                  | Лопань → Уда → Сів. Донець                            | ліва    | 55                    | 77,6                 | 1120,0             | 14: Стрілеча, Липці, Руські Тишки, Черкаські Тишки, Циркуни, Харків                                                                           |
| 45   | балка без назви         | Харків → Лопань → Уда → Сів. Донець                   | ліва    | 12                    | 12                   | 36,5               | Великі Проходи, Липці |
| 46   | Липець                  | Харків → Лопань → Уда → Сів. Донець                   | ліва    | 18                    | 32                   | 222,0              | Пильна, Лук'янці, Липці |
| 47   | Липчик                  | Липець → Харків → Лопань → Уда → Сів. Донець          | права   | 4                     | 12                   | 74,4               | Пильна |
| 48   | Муром                   | Харків → Лопань → Уда → Сів. Донець                   | ліва    | 21                    | 34                   | 201,5              | Зелене, Нескучне, Веселе, Руські Тишки |
| 49   | балка без назви         | Муром → Харків → Лопань → Уда → Сів. Донець           | ліва    | 14                    | 14                   | 40,8               | Тернова, Веселе |
| 50   | В'ялий (струмок)        | Харків → Лопань → Уда → Сів. Донець                   | ліва    | 15                    | 15                   | 63,5               | Михайлівка, Українське, Циркуни |
| 51   | балка без назви         | Харків → Лопань → Уда → Сів. Донець                   | ліва    | 13                    | 13                   | 20,3               | Харків |
| 52   | Немишля                 | Харків → Лопань → Уда → Сів. Донець                   | ліва    | 27                    | 27                   | 72,2               | Прелесне, Слобідське, Бражники (Харків), Кулиничі, Харків                                                                                     |
| 53   | Сухий Жихор             | Лопань → Уда → Сів. Донець                            | ліва    |                       |                      |                    | селище Герцена — Диканівка (Харків) |
| 54   | Жихорець                | Уда → Сів. Донець                                     | ліва    |                       |                      |                    | ХТЗ (Харків), Мовчани, Котляри, Жихор |
| 55   | Студенок ІІ             | Уда → Сів. Донець                                     | ліва    | 15                    | 15                   | 63,0               | Харків, Логачівка, Хроли, Безлюдівка, Васищеве                                                                                                |
| 56   | Рудка                   | Уда → Сів. Донець                                     | ліва    |                       |                      |                    | Лизогубівка, Хмарівка |
| 57   | Роганка                 | Уда → Сів. Донець                                     | ліва    | 31                    | 31                   | 189,0              | 10: Верхня Роганка, Сороківка, Вільхівка, Степанки, Коропи, Мала Рогань, Рогань, Світанок, Зелений Колодязь, Тернова (Чугуївський район)      |
| 58   | Студенок І              | Уда → Сів. Донець                                     | ліва    | 15                    | 15                   | 80,2               | Кам'яна Яруга, Соцзмагання |
| 59   | Гнилиця II              | Сів. Донець                                           | ліва    | 31                    | 31                   | 242,0              | Нова Гнилиця, Гракове, Ртищівка, Стара Гнилиця, Скрипаї                                                                                       |
| 60   | Гнилиця III             | Сів. Донець                                           | ліва    |                       |                      |                    | Геніївка, Шелудьківка |
| 61   | Мжа                     | Сів. Донець                                           | права   | 77                    | 77                   | 1814,0             | 39: м. Зміїв |
| 62   | Болгар                  | Мжа → Сів. Донець                                     | ліва    | 11                    | 11                   | 64,0               | 2: |
| 63   | Карамушина              | Мжа → Сів. Донець                                     | ліва    | 14                    | 14                   | 64,0               | 3: |
| 64   | Івани                   | Мжа → Сів. Донець                                     | права   | 20                    | 20                   | 88,0               | 2: |
| 65   | Черемушна               | Мжа → Сів. Донець                                     | ліва    | 13                    | 13                   | 54,0               | 4: Черемушна |
| 66   | Чернеча                 | Черемушна → Мжа → Сів. Донець                         | ліва    | 11                    | 11                   | 52,0               | 2: |
| 67   | Вільхуватка             | Мжа → Сів. Донець                                     | права   | 34                    | 34                   | 227,0              | 18: |
| 68   | Княжна                  | Вільхуватка → Мжа → Сів. Донець                       | права   | 13                    | 13                   | 52,0               | 3: |
| 69   | Джгун                   | Вільхуватка → Мжа → Сів. Донець                       | права   | 18                    | 18                   | 149,0              | 8: Джгун |
| 70   | Мерефа                  | Мжа → Сів. Донець                                     | ліва    | 28                    | 28                   | 242,0              | 6: |
| 71   | Борова                  | Мжа → Сів. Донець                                     | ліва    | 11                    | 11                   | 49,0               | 5: |
| 72   | Велика Вилівка          | Мжа → Сів. Донець                                     | права   | 5                     | 5                    |                    | Вилівка, Соколове |
| 73   | Вільшанка               | Мжа → Сів. Донець                                     | права   | 14                    | 14                   | 91,0               | 3: Водяхівка |
| 74   | Гомільша                | Сів. Донець                                           | права   | 15                    | 15                   | 122,0              | 5: Западня, Велика Гомільша, Суха Гомільша |
| 75   | Бишкин                  | Сів. Донець                                           | права   | 13                    | 13                   | 78,0               | 3: |
| 76   | Шебелинка               | Сів. Донець                                           | права   | 12                    | 12                   | 44,5               | 3: Шебелинка |
| 77   | Балаклійка              | Сів. Донець                                           | ліва    | 10                    | 10                   | 1140,0             | 3: |
| 78   | Крайня Балаклійка       | Балаклійка → Сів. Донець                              | права   | 34                    | 34                   | 291,0              | 10: |
| 79   | Вовчий Яр               | Кр. Балаклійка → Балаклійка → Сів. Донець             | ліва    | 13                    | 13                   | 58,0               | 2: |
| 80   | Середня Балаклійка      | Балаклійка → Сів. Донець                              | ліва    | 48                    | 48                   | 345,0              | 7: |
| 81   | Волоська Балаклійка     | Балаклійка → Сів. Донець                              | ліва    | 56                    | 56                   | 480,0              | 10: |
| 82   | Теплянка                | Сів. Донець                                           | ліва    | 23                    | 23                   | 127,0              | Теплянка |
| 83   | Чепель                  | Сів. Донець                                           | права   | 35                    | 35                   | 265,0              | 8: |
| 84   | Вікнина                 | Чепель → Сів. Донець                                  | ліва    |                       |                      |                    | Соколівка, Асіївка, Шевелівка |
| 85   | Кругле (урочище)        | Сів. Донець                                           | права   | 10                    | 10                   | 39,2               | 2: |
| 86   | Беречка                 | Сів. Донець                                           | права   | 22                    | 22                   | 166,0              | 7: |
| 87   | Бритай                  | кан. Дніпро-Донбас                                    | права   | 50                    | 50                   | 601,0              | 17: Надеждине, Настасівка, Довгове, Смирнівка, Бритай                                                                                         |
| 88   | Лозова                  | Бритай → кан. Дніпро-Донбас                           | ліва    | 14                    | 14                   |                    | м. Лозова, Катеринівка, Світловщина, Веселе                                                                                                   |
| 89   | Косілька (балка)        | Бритай → кан. Дніпро-Донбас                           |         |                       | 15                   |                    | |
| 90   | Бритай (балка)          | Бритай → кан. Дніпро-Донбас                           |         |                       | 13                   |                    | |
| 91   | Самарка (балка)         | кан. Дніпро-Донбас                                    | права   | 19                    | 19                   | 97,6               | 3: |
| 92   | Берека                  | Сів. Донець                                           | ліва    | 82                    | 82                   | 897,0              | 32: |
| 93   | Кисіль                  | Берека → Сів. Донець                                  | ліва    | 21                    | 21                   | 216,0              | 5: Киселі, Новотроїцьке, Сумці, Берестки, Михайлівка                                                                                          |
| 94   | Лозовенька              | Берека → Сів. Донець                                  | ліва    | 17                    | 17                   | 85,0               | 5: |
| 95   | Довжик (балка)          | оз. в с. Новомиколаївка                               | права   | 21                    | 21                   | 110,0              | Новомиколаївка |
| 96   | Широка (балка)          | кан. Дніпро-Донбас                                    | права   | 19                    | 19                   | 51,0               | 3: |
| 97   | Ставкова (балка)        | кан. Дніпро- Донбас                                   | права   | 17                    | 17                   | 110,0              | 4: |
| 98   | Велика Комишуваха       | кан. Дніпро-Донбас                                    | права   | 14                    | 14                   | 213,0              | 3: |
| 99   | Комишуваха (балка)      | Вел. Комишуваха → кан. Дніпро-Донбас                  | ліва    | 22                    | 22                   | 161,1              | 7: |
| 100  | Мокрий Ізюмець          | Сів. Донець                                           | ліва    | 39                    | 39                   | 482,0              | 12: |
| 101  | Куньє                   | Мокрий Ізюмець → Сів. Донець                          | права   | 16                    | 16                   | 98,0               | 4: Куньє |
| 102  | Сухий Ізюмець           | Мокрий Ізюмець → Сів. Донець                          | ліва    | 10                    | 10                   | 96,0               | 3: |
| 103  | Оскіл                   | Сів. Донець                                           | ліва    | 178                   | 478                  | 14800,0            | 35: |
| 104  | Яр Кам'яний             | Оскіл → Сів. Донець                                   | права   | 11                    | 17                   | 79,6               | |
| 105  | Колодна (балка)         | Оскіл → Сів. Донець                                   | ліва    | 19                    | 19                   | 76,4               | 4: |
| 106  | Тавільжанка (балка)     | Оскіл → Сів. Донець                                   | ліва    | 17                    | 17                   | 61,5               | 3: |
| 107  | Верхня Дворічна         | Оскіл → Сів. Донець                                   | права   | 31                    | 31                   | 380,0              | 6: |
| 108  | Нижня Дворічна          | Оскіл → Сів. Донець                                   | права   | 45                    | 45                   | 373,0              | 16: |
| 109  | Вільшана                | Оскіл → Сів. Донець                                   | ліва    | 19                    | 19                   | 142,0              | 6: |
| 110  | Гнилиця                 | Оскіл → Сів. Донець                                   | ліва    | 13                    | 13                   | 148,0              | 7: |
| 111  | Куп'янка                | Оскіл → Сів. Донець                                   | права   | 17                    | 17                   | 105,0              | 8: |
| 112  | Сенек                   | Оскіл → Сів. Донець                                   | права   | 20                    | 20                   | 191,0              | 5: |
| 113  | Розсоховата             | Оскіл → Сів. Донець                                   | права   | 18                    | 18                   | 87,0               | 4: |
| 114  | Піщана                  | Оскіл → Сів. Донець                                   | ліва    | 15                    | 15                   | 142,0              | 4: |
| 115  | Синиха                  | Оскіл → Сів. Донець                                   | права   | 19                    | 19                   | 148,0              | 6: |
| 116  | Лозова                  | Оскіл → Сів. Донець                                   | ліва    | 17                    | 17                   | 60,6               | 4: |
| 117  | Балка Лиманська (балка) | Оскіл → Сів. Донець                                   | ліва    | 17                    | 17                   | 107,0              | 5: |
| 118  | Борова (балка)          | Оскіл → Сів. Донець                                   | ліва    | 17                    | 17                   | 98,6               | 2: |
| 119  | Горохуватка             | Оскіл → Сів. Донець                                   | права   | 13                    | 13                   | 82,9               | 2: |
| 120  | Солона                  | Оскіл → Сів. Донець                                   | ліва    | 10                    | 10                   | 71,0               | 2: |
| 121  | Карачева (балка)        | Оскіл → Сів. Донець                                   | ліва    | 12                    | 12                   | 62,3               | 2: |
| 122  | Бахтин                  | Оскіл → Сів. Донець                                   | права   | 21                    | 21                   | 110,0              | 5: |
| 123  | Сухий Торець            | Каз. Торець → Сів. Донець                             | ліва    |                       | 97                   | 1610,0             | 9: Семенівка, Олександрівка, Данилівка, Подолівка, Архангелівка, м. Барвінкове, Нікополь, Новопавлівка, Гусарівка                             |
| 124  | Бичок                   | Сух. Торець → Каз. Торець → Сів. Донець               | права   |                       | 26                   | 154,0              | 2: Василівка 2-а, Василівка 1-а |
| 125  | Курулька                | Сух. Торець → Каз. Торець → Сів. Донець               | ліва    |                       | 16                   |                    | 3: Дібрівне, Курулька, Пашкове |
| 126  | Боброва                 | Сух. Торець → Каз. Торець → Сів. Донець               | ліва    |                       | 10                   |                    | 3: Нова Дмитрівка |
| 127  | Лукноваха               | Сух. Торець → Каз. Торець → Сів. Донець               | права   |                       | 23                   |                    | Федорівка, Надеждівка, Богодарове, Малолітки, м. Барвінкове                                                                                   |
| 128  | Домаха (струмок)        | Лукноваха → Сух. Торець → Каз. Торець → Сів. Донець   |         |                       | 14                   |                    | 2: |
| 129. | Нетриус                 | Сів. Донець                                           | ліва    |                       | 31                   | 241,0              | 2: Андріївка (Борівський район), Глущенкове                                                                                                   |
| 130. | Грайворонка             | Ворскла → Дніпро                                      | ліва    | 13                    | 36                   | 138,0              | 3: |
| 131  | Братениця               | Ворскла → Дніпро                                      | ліва    | 10                    | 30                   | 233,0              | 3: |
| 132  | Івани                   | Ворскла → Дніпро                                      | ліва    | 10                    | 24                   | 182,0              | 3: |
| 133  | Рябінка                 | Ворскла → Дніпро                                      | ліва    | 17                    | 37                   | 286,0              | 5: |
| 134  | Весела (балка)          | Ворскла → Дніпро                                      | ліва    | 7                     | 18                   | 104,0              | 1: |
| 135  | Мерла                   | Ворскла → Дніпро                                      | ліва    | 93                    | 116                  | 2030,0             | 24: |
| 136  | Коломак                 | Ворскла → Дніпро                                      | ліва    | 35                    | 102                  | 1650,0             | 7: |
| 137  | Куп'єваха               | Рябінка → Ворскла → Дніпро                            | права   | 13                    | 13                   | 73,7               | 3: |
| 138  | Хухра                   | Кіселіха → Ворскла → Дніпро                           | ліва    | 12                    | 31                   | 130,0              | 4: Каплунівка |
| 139  | Котельва                | Ворскла → Дніпро                                      | ліва    | 8                     | 31                   | 497,0              | 2: |
| 140  | Середня Котельва        | Котельва → Ворскла → Дніпро                           | права   | 11                    | 31                   | 319,0              | 4: |
| 141  | Крисинка                | Мерла → Ворскла → Дніпро                              | ліва    | 14                    | 14                   | 63,7               | 3: |
| 142  | Сухий Мерчик            | Мерла → Ворскла → Дніпро                              | ліва    | 41                    | 41                   | 703,0              | 12: |
| 143  | Грузька                 | Мерла → Ворскла → Дніпро                              | ліва    | 16                    | 16                   | 111,0              | 4: |
| 144  | Ковалівка               | Мерла → Ворскла → Дніпро                              | ліва    | 10                    | 20                   | 228,0              | 3: |
| 145  | Суха (балка)            | Сух. Мерчик → Мерла → Ворскла → Дніпро                | права   | 10                    | 10                   | 36,4               | 2: |
| 146  | Мокрий Мерчик           | Сух. Мерчик → Мерла → Ворскла → Дніпро                | ліва    | 22                    | 22                   | 194,3              | 5: |
| 147  | Мандричина (балка)      | Сух. Мерчик → Мерла → Ворскла → Дніпро                | ліва    | 11                    | 11                   | 62,4               | 2: |
| 148  | Княжна (балка)          | Сух. Мерчик → Мерла → Ворскла → Дніпро                | права   | 15                    | 15                   | 66,3               | 3: |
| 149  | Шляхова                 | Коломак → Ворскла → Дніпро                            | ліва    | 14                    | 14                   | 88,5               | 2: |
| 150  | Коленівка               | Коломак → Ворскла → Дніпро                            | ліва    | 14                    | 14                   | 92,9               | 2: |
| 151  | Чутівка                 | Коломак → Ворскла → Дніпро                            | ліва    | 10                    | 14                   | 125,0              | 3: |
| 152  | Оріль                   | Дніпро                                                | ліва    | 211                   | 384                  | 9800,0             | 28: |
| 153  | Шляхова                 | Оріль → Дніпро                                        | права   | 18                    | 18                   | 103,0              | 4: |
| 154  | Куций                   | Оріль → Дніпро                                        | права   | 16                    | 16                   | 83,7               | 2: |
| 155  | Орілька                 | Оріль → Дніпро                                        | ліва    | 95                    | 95                   | 805,0              | 20: |
| 156  | Плисова (балка)         | Орілька → Оріль → Дніпро                              | права   | 17                    | 17                   | 109,0              | 3: |
| 157  | балка без назви         | Орілька → Оріль → Дніпро                              | ліва    | 12                    | 12                   | 83,8               | |
| 158  | Вошива                  | Оріль → Дніпро                                        | права   | 31                    | 31                   | 195,0              | 6: |
| 159  | Вошивенька              | Вошива → Оріль → Дніпро                               | ліва    | 14                    | 14                   | 59,6               | 2: |
| 160  | Багата                  | Оріль → Дніпро                                        | права   | 70                    | 70                   | 563,0              | |
| 161  | Тарасівка               | Багата → Оріль → Дніпро                               | ліва    | 11                    | 11                   | 26,7               | 2: |
| 162  | Скотова                 | Багата → Оріль → Дніпро                               | ліва    | 16                    | 16                   | 32,6               | 3: |
| 163  | балка без назви         | Багата → Оріль → Дніпро                               | ліва    | 14                    | 14                   | 49,5               | |
| 164  | Багата (балка)          | Багата → Оріль → Дніпро                               | права   | 23                    | 23                   | 102,0              | |
| 165  | Мажарка                 | Оріль → Дніпро                                        | права   | 36                    | 36                   | 152,6              | 7: Мажарка |
| 166  | Бердянка (балка)        | Оріль → Дніпро                                        | права   | 14                    | 14                   | 56,7               | 2: |
| 167  | балка без назви         | Оріль → Дніпро                                        | права   | 19                    | 19                   | 50,0               | Сомівка |
| 168  | Берестова               | Оріль → Дніпро                                        | права   | 102                   | 102                  | 1810,0             | 23: |
| 169  | Орчик                   | Оріль → Дніпро                                        | права   | 14                    | 108                  | 1465,0             | 12: |
| 170  | Стаднева (балка)        | Берестова → Оріль → Дніпро                            | ліва    | 10                    | 10                   | 34,1               | 2: |
| 171  | Берестовенька           | Берестова → Оріль → Дніпро                            | права   | 35                    | 35                   | 302,0              | 12: Берестовенька |
| 172  | балка без назви         | Берестова → Оріль → Дніпро                            | ліва    | 14                    | 14                   | 33,8               | Улянівка |
| 173  | балка без назви         | Берестова → Оріль → Дніпро                            | ліва    | 14                    | 14                   | 56,4               | Мартинівка |
| 174  | балка без назви         | Берестова → Оріль → Дніпро                            | ліва    | 12                    | 12                   | 24,7               | Катеринівка |
| 175  | Вошива                  | Берестова → Оріль → Дніпро                            | ліва    | 60                    | 60                   | 388,0              | 19: Лукашівка |
| 176  | балка без назви         | Вошива → Берестова → Оріль → Дніпро                   | права   | 19                    | 19                   | 64,8               | Лукашівка |
| 177  | балка без назви         | Берестова → Оріль → Дніпро                            | права   | 11                    | 11                   | 38,1               | Берестовенька |
| 178  | Ланна                   | Орчик → Оріль → Дніпро                                | ліва    | 14                    | 37                   | 287,0              | 5: |
| 179  | балка без назви         | Ланна → Орчик → Оріль → Дніпро                        | ліва    | 3                     | 11                   | 25,2               | с. Котлярівка |
| 180  | Піщанка                 | Ланна → Орчик → Оріль → Дніпро                        | ліва    |                       | 16                   |                    | Піщанка |
| 181  | Суха Балка              | Орчик → Оріль → Дніпро                                | ліва    | 18                    | 18                   | 79,1               | 3: |
| 182  | Комишуваха              | Орчик → Оріль → Дніпро                                | ліва    | 13                    | 22                   | 115,0              | 4: |
| 183  | балка без назви         | Комишуваха → Орчик → Оріль → Дніпро                   | ліва    | 11                    | 11                   | 34,5               | Мокрянка |
| 184  | балка без назви         | Орчик → Оріль → Дніпро                                | ліва    | 23                    | 23                   | 74,2               | Устимівка |
| 185  | Самара                  | Дніпро                                                | ліва    | 20                    | 320                  | 22600,0            | 6: Софіївка, Червоне, Башилівка, Лугове, Верхня Самара, Варварівка                                                                            |
| 186  | Опалиха                 | Самара → Дніпро                                       | права   | 24                    | 24                   | 226,0              | 4: Миколаївка 1-а, Олександрівка, Добровілля, Варварівка                                                                                      |
| 187  | Сергієва (балка)        | Опалиха → Самара → Дніпро                             | права   | 10                    | 10                   | 48,0               | 2: |
| 188  | Велика Тернівка         | Самара → Дніпро                                       | права   | 57                    | 78                   | 942,0              | 21: |
| 189  | Мала Тернівка           | Самара → Дніпро                                       | права   | 22                    | 59                   | 732,0              | 6: Уплатне |
| 190. | Литовщина               | Мал. Тернівка → Самара → Дніпро                       | ліва    |                       |                      |                    | Мальцівське, Литовщина |